# Trenčín
Trenčín (maďarsky Trencsén, německy Trentschin, latinsky Trentsinium nebo Laugaricio) je krajské a okresní město na západě Slovenska na řece Váh, 110 km severovýchodně od Bratislavy a 12 km od hranic s Českem. Se svými přibližně 54 tisíci obyvateli je 8. největším slovenským městem.
Patří mezi nejstarší slovenská města. Jeho vznik determinovalo zúžené místo údolí Váhu, kde byl na vápencovém bradle nad řekou vybudován Trenčínský hrad s dalekým rozhledem na kotliny po i proti proudu. Po řadu staletí byl hrad a posléze město pod ním střediskem uherské župy zahrnující střední i horní Pováží a Kysuce. Za Československa byl Trenčín jen řadovým okresním městem (součást Bratislavského, resp. Západoslovenského kraje), ale po osamostatnění Slovenska je od roku 1996 opět střediskem vlastního kraje a celostátně významným centrem obchodu, hospodářství, kultury a sportu. Svá sídla a pobočky zde mají mnohé instituce a společnosti. Dlouholetou tradici ve městě mají výstavy a veletrhy, město je známé i jako město módy.
Trenčín je přirozeným geografickým centrem středního Pováží, kde se stýkají dopravní tahy vedoucí údolím Váhu s kolmými trasami z Moravy do slovenského vnitrozemí. Trenčínský úsek středního Pováží je zároveň jednou z nejsouvisleji urbanizovaných aglomerací na Slovensku. Představuje ji především pás měst a obcí táhnoucí se mezi Trenčínem a Púchovem po levém břehu Váhu v délce téměř 40 kilometrů: Trenčianska Teplá, Nová Dubnica, Dubnica nad Váhom, Ilava, Košeca, Ladce a Beluša. Zde žije asi 120 000 obyvatel.

## Rozloha a katastrální území
Území města se skládá z 10 katastrálních území (v závorce rok administrativního připojení k Trenčínu): 
- Hanzlíková  511,90 ha  (1976)
- Istebník  484,50 ha  (1972)
- Kubrá  764,30 ha  (1975)
- Kubrica  670,00 ha  (1975)
- Orechové  387,70 ha  (1972)
- Opatová  1 422,20 ha  (1985)
- Trenčianske Biskupice  750,10 ha  (1965)
- Záblatie  883,60 ha  (1985)
- Zlatovce  807,30 ha  (1976)
- Trenčín  1 518,10 ha

Rozloha celkem: 8 199,70 ha

## Historie

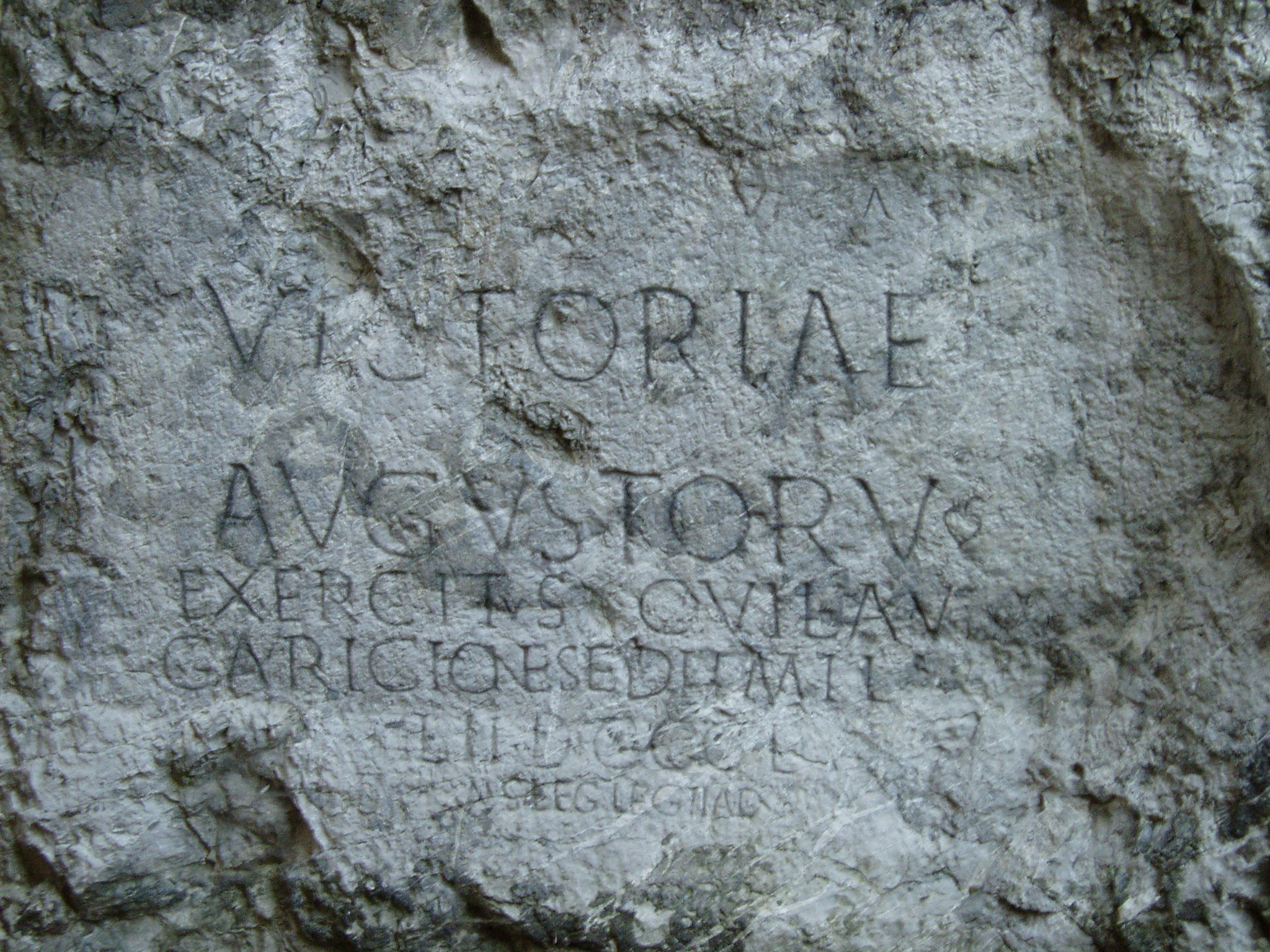
Římský nápis na hradní skále z 2. století: Na památku vítězství císařů vojsko přezimující v Laugaríciu v počtu 855 vojáků druhé pomocné legie. Nápis dal vyhotovit legát Marcus Valerius Maximianus.

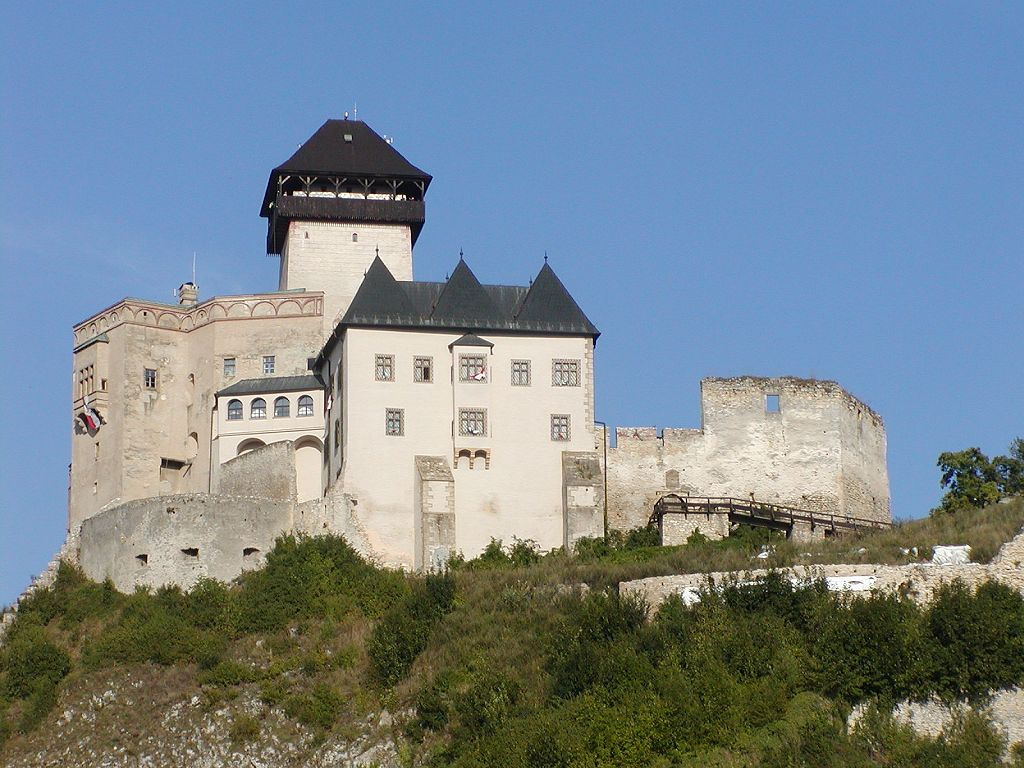
Trenčínský hrad

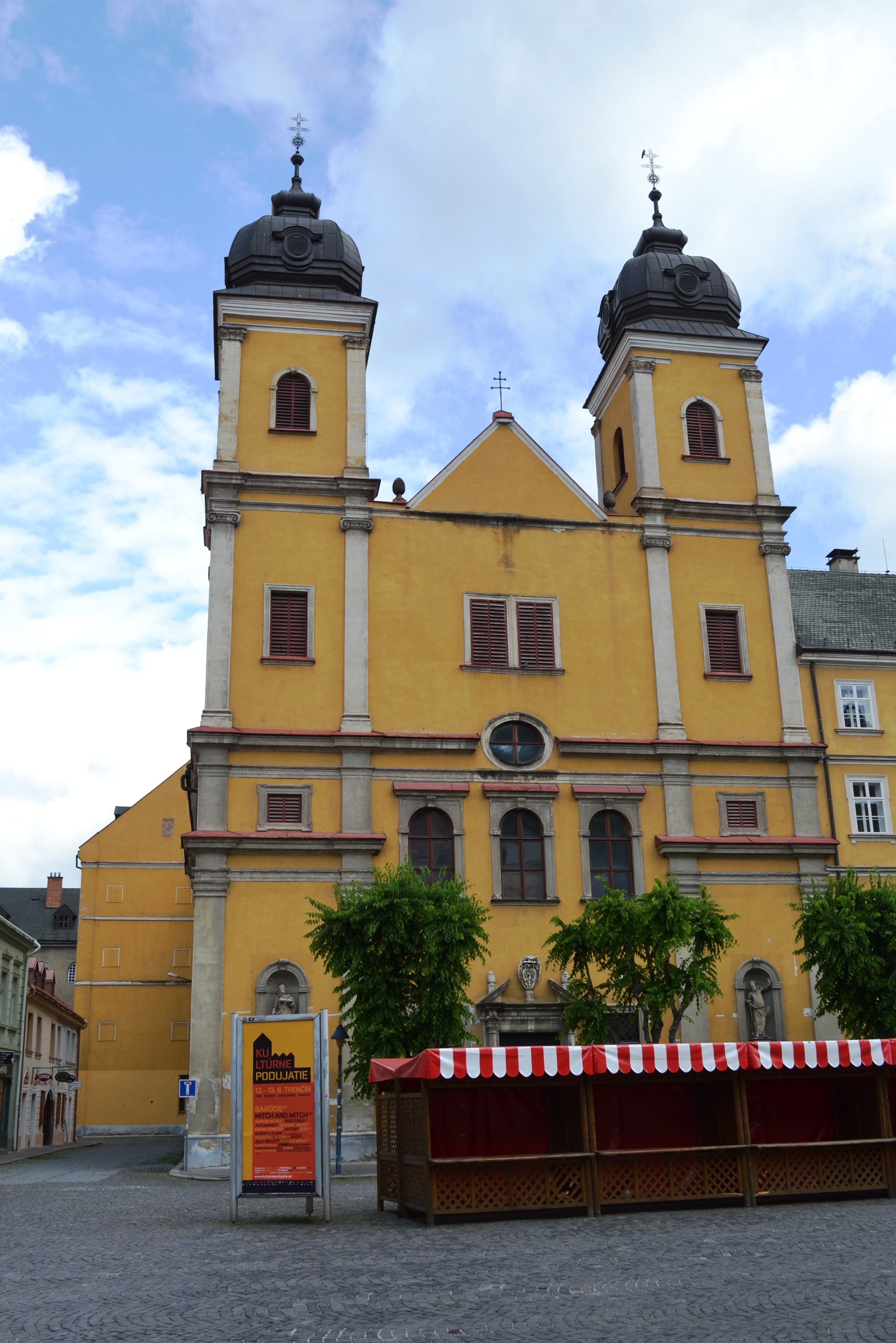
Kostel sv. Františka Xaverského

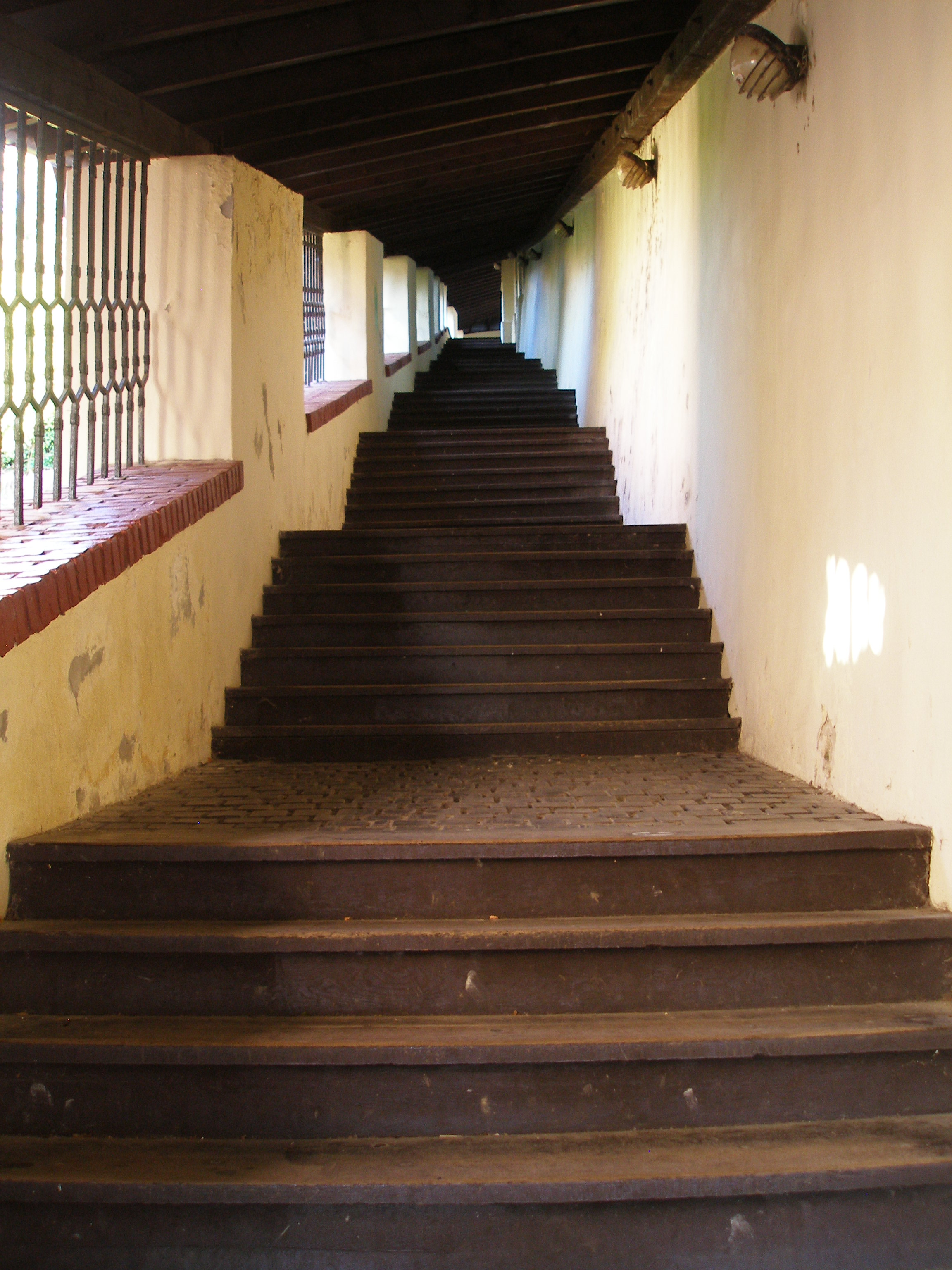
Farské schody

### Nejstarší dějiny
Díky geografické a strategické poloze v údolí řeky Váh patřil Trenčín od nepaměti k nejvýznamnějším místům na Slovensku. O osídlení trenčínské lokality již v době kamenné svědčí několik archeologických nálezů.
Když Římané začátkem našeho letopočtu posunuli hranice impéria k Dunaji a vybudovali systém pevností – Limes Romanus, postupně zakládali opevněné tábory i na sever od Dunaje. V Trenčíně zanechali originální doklad o své přítomnosti na území Slovenska. Památný nápis na svislé stěně hradní skály připomíná vítězství císaře Marca Aurelia a jeho adoptovaného syna Commoda nad Kvády v roce 179 našeho letopočtu v Laugariciu. Podle latinského textu nápisu tehdy v oblasti dnešního Trenčína bojovalo 855 vojáků II. legie pod vedením legáta Maximiana.

### Středověk
Za Velkomoravské říše patřil Trenčín k Nitranskému knížectví. Převážná část středního Pováží se stala součástí Uherska pravděpodobně kolem roku 1018. Trenčín byl nejprve sídlem pohraničního županstva, později centrem trenčínské královské stavovské župy.
V kronikách z 11. století se vzpomíná provincie Vag, zaujímající širší území kolem Trenčína. Střediskem provincie byl pravděpodobně Trenčínský hrad. Jeho nejstarší dodnes stojící část – kamenná věž, datovaná také do 11. století – souvisí z typologické stránky s podunajskou oblastí, kde se vyskytují takové věže na švábských, bavorských a rakouských hradech. Trenčínu je z nich zeměpisně nejbližší Hainburg ve východní části Rakouska nedaleko hranic se Slovenskem.
Počátky města pod mohutným hradem lze hledat v trhové vsi zmiňované v roce 1111 na staré cestě od brodu přes Váh pod kopcem Brezina, nad kterým na plošině v prudkém svahu dodnes stojí farní kostel. Součástí většího sídlištního komplexu byl i biskupský dvorec – Trenčianske Biskupice. Dějiny hradu a osudy města byly v následujících stoletích úzce spjaty. Během vpádu na území Slovenska v roce 1241 zpustošili město Tataři. K jeho novému rozkvětu došlo po roce 1275, kdy se hrad dostal do vlastnictví významného velmože Petra Čáka (1240–1283), a zejména koncem století, když se jeho syn Matúš Čák stal pánem téměř celého území dnešního Slovenska.
V období středověku získal Trenčín různé výsady a práva. V roce 1324 byli obyvatelé osvobozeni od placení mýtného. Král Zikmund povýšil roku 1412 Trenčín na svobodné královské město se stejnými právy, jaké užívali obyvatelé Budína. Městu se nevyhnuly mnohé katastrofy a často trpělo válkami. V bojích Ferdinanda Habsburského proti Janovi Zápolskému dobyl císařský generál Johann von Katzianer v roce 1528 město i hrad. V polovině 17. století muselo město odolávat nájezdům Turků. Jejich největší výpad proti městu během Rakousko-turecké války dne 2. října 1663 obyvatelé odrazili. Ve 14. století zde vznikl kostel, v 17. století pak klášter. V letech 1594–1835 bylo trenčínské panství s hradem majetkem uherského šlechtického rodu Illesházyů.

### Moderní doba
Ve druhé polovině 19. století se Trenčín stal významným obchodním a průmyslovým centrem středního Pováží, vzniklo několik podniků a peněžních ústavů. Výstavba povážské železnice po mnoha průtazích započala v roce 1875, ale po dosažení Nového Mesta nad Váhom (1. června 1876) se pro nedostatek peněz zastavila. Teprve za tři roky (29. dubna 1879) byla železniční trať prodloužena do Istebníku na protějším břehu Váhu, přičemž konečná stanice v Istebníku se úředně jmenovala Trenčín (dnes Trenčín-Zlatovce). Pokračování do Žiliny mělo být podle smlouvy postaveno od ledna do října 1883, tedy za deset měsíců. Koncem října byla trať skutečně hotova, vlaky po trati rozvezly budoucí zaměstnance, a 28. října 1883 projely zvláštní vlaky s ministrem a stovkami hostů až do Žiliny, kde v upravené výhřevně zakončil slavnost banket pro 300 hostů, který organizoval bratislavský hoteliér Palugyai. 
Napojením v Žilině na Košicko-bohumínskou dráhu význam Povážské dráhy razantně vzrostl a stala se jednou z páteřních tratí Horních Uher. Dostupnost Trenčína byla ještě zlepšena současným otevřením železniční propojky Sereď – Galanta, čímž byla umožněna přímá vozba vlaků nejen s Vídní (přes Trnavu a Bratislavu), ale i s Budapeští. V opačném severním směru byl důležitý především přístup k slezskému uhlí. O pět let později, 4. října 1888, byla k Trenčínu přivedena také Vlárská dráha z Moravy (do uzlu Trenčianska Teplá), čímž se zjednodušila cesta do Brna, Olomouce a dalších českých měst. Železniční spojení Pováží s Ponitřím, tedy trať z Trenčína do Chynoran, bylo zprovozněno v roce 1901. Výstavba železnice byla významným impulsem pro rozvoj průmyslu. Koncem 19. století začaly vznikat lihovary, továrny na textil, zpracování gumy, dřeva, na výbušniny, rámy, nebo válcový mlýn. Za první Československé republiky se rozrostl především oděvní, potravinářský a strojírenský průmysl. Po druhé světové válce se začíná formovat výstavnictví.
Roku 1940 měl Trenčín 13 647 obyvatel. Na počátku Slovenského národního povstání (30. srpna 1944) obsadila město německá vojska. Bylo zde zřízeno velitelství Sicherheitsdienstu, gestapa a věznice. Z města byly odvezeny dva transporty vězňů do Mauthausenu. Během druhé světové války byly ve městě zničeny ustupujícím Wehrmachtem silniční i železniční most přes Váh. Rumunská a sovětská vojska, která levobřežní část města obsadila 10. dubna 1945, hned postavila nový provizorní dřevěný most, který v roce 1946 nahradil trvalý dřevěný most. Ten v roce 1956 nahradil současný betonový silniční most přes Váh. Město osvobodila vojska 2. ukrajinského frontu v součinnosti s rumunskými jednotkami. Po osvobození bylo na Březině odkryto 7 masových hrobů s 69 zavražděným odbojáři. Dnes stojí na jejich památku dva památníky: menší, skromnější a starší na místě jejich popravy v Dušovej dolině, novější a větší památník na místě jejich hrobů na okraji třešňového sadu na Brezině.
Krajskou reformou roku 1960 se Trenčín ocitl na severním okraji Západoslovenského kraje a stal se centrem „velkého okresu“, pod nějž nově spadalo i Nové Mesto nad Váhom. Za komunismu se celé Pováží stalo centrem zejména strojírenství a podobně jako jiná slovenská okresní města Trenčín zaznamenal rapidní nárůst počtu obyvatel, zejména v nově budovaných sídlištích. Roku 1970 v městě žilo téměř 30 tisíc obyvatel a během 80. let počet obyvatel přesáhl 50 tisíc.
Po roce 1989 ožilo zejména historické jádro. Převážná část historických památek byla zrekonstruována a přizpůsobena potřebám moderní doby. Trenčín dnes patří k nejvýznamnějším městům Slovenska s bohatým kulturním a společenským životem. Koná se zde například největší slovenský hudební festival Pohoda. V prosinci 2021 byl Trenčín zvolen za Evropské hlavní město kultury na rok 2026.

## Městské symboly

### Znak
První známé vyobrazení znaku pochází z roku 1324. Základem znaku Trenčína je modrý štít, na kterém se nachází stříbrný beránek hledící směrem za sebe. Nad hlavou beránka se nachází zlatá šesticípá hvězda na zlaté stuze, která vychází z jeho pysku. Beránek jedním kopýtkem přidržuje zlatou žerď zakončenou křížem s červenobílou vlajkou města. Symbol beránka pravděpodobně souvisel s přítomností řádu johanitů ve městě.

### Vlajka
Červenobílá vlajka města se skládá z čtyř šachovnicově uspořádaných políček. V horním rohu vlajky u stožáru je umístěno červené políčko čtvercového tvaru, vedle něj je bílé pole obdélníkového tvaru, do kterého zasahuje trojúhelníkový výstřih.

## Doprava
Poblíž Trenčína se nachází jeden z hlavních slovenských silničních uzlů, kříží se zde dálnice D1 Bratislava – Žilina s dálkovou silnicí I/9 (pokračování české silnice I/50) Brno – Zvolen. Podél dálnice vedou po obou březích Váhu ještě silnice I/61 a II/507, které se v Trenčíně kříží. O něco severněji se ještě odpojuje silnice I/57 směr Vsetín. Z hlediska evropských silnic se u Trenčína spojují páteřní trasy E50 (z Brna) a E75 (z Bratislavy), jejichž peáž vede až do Žiliny. Směrem na Zvolen se odpojuje doplňková evropská silnice E572.
Jako železniční uzel má Trenčín spíše jen regionální význam – z páteřní slovenské trati Bratislava – Žilina se zde odpojuje regionální trať do Chynoran (dále směr Prievidza nebo Nitra). Z nedaleké stanice Trenčianska Teplá pak odbočuje trať do českého uzlu Bylnice (Vlárská dráha). Ve stanici Trenčín zastavují téměř všechny dálkové vlaky na trase Bratislava – Žilina – Košice (nezastavuje pouze jeden pár IC vlaků Vídeň–Košice). Dále sem také každou sobotu a neděli zajížděl mezistátní expres Praha hl.n. – Trenčín, společnosti Arriva DB, který svůj provoz této linky pozastavil kvůli pandemii covidu-19 v polovině roku 2020. 
Jižně od města se nachází neveřejné vojenské letiště.

## Pamětihodnosti

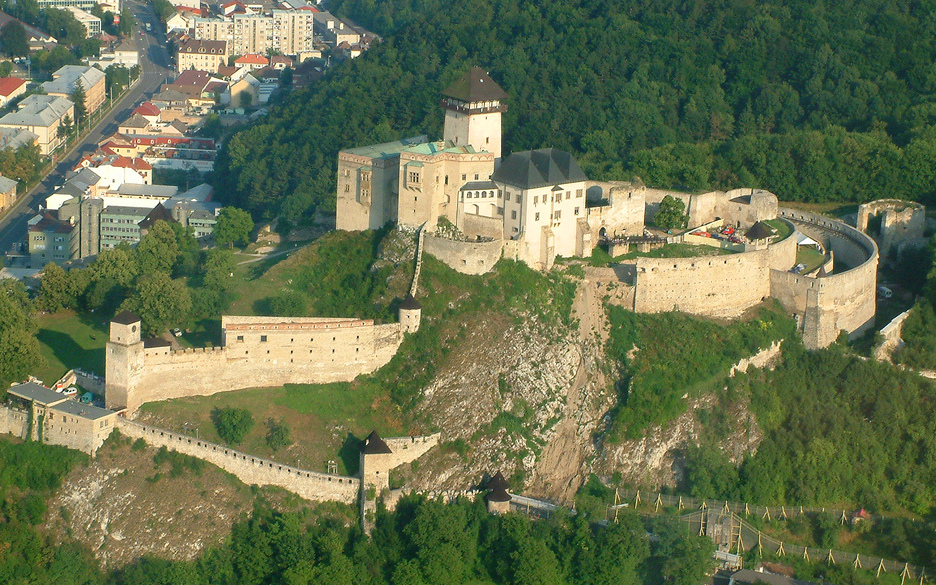
Trenčínský hrad

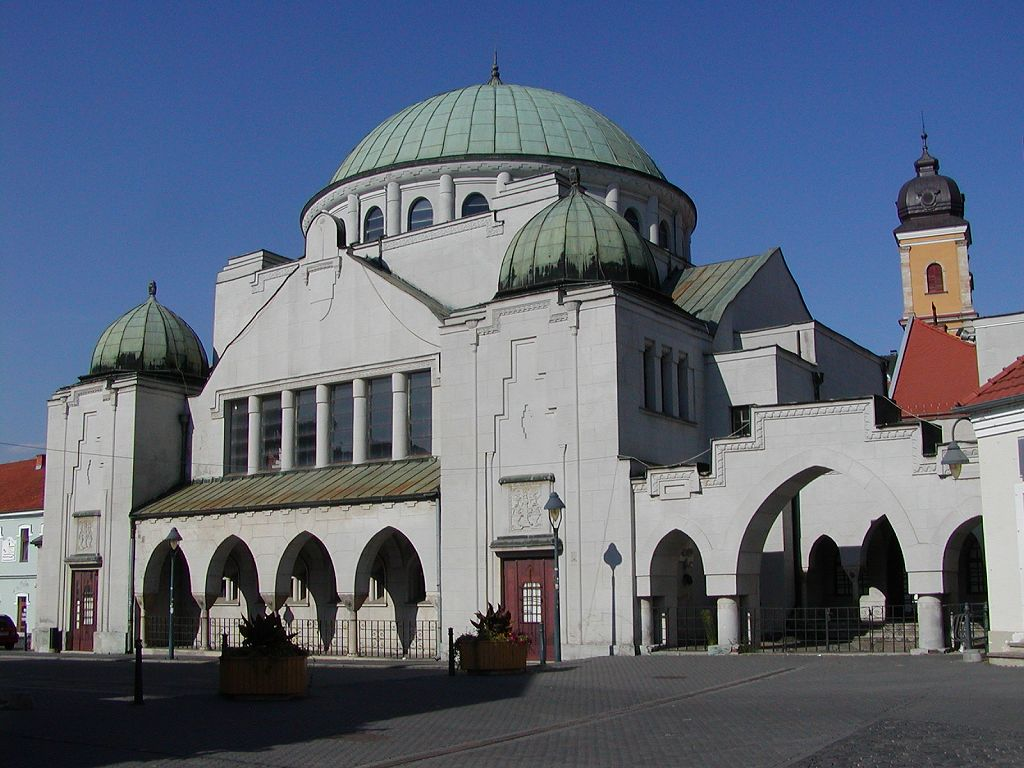
Synagoga

- Trenčínský hrad stojí na skalní výšině, pod kterou původně tekla řeka Váh, jejíž koryto se později posunulo dál. V současné době je pod skálou centrum města a silniční komunikace. Už ve 2. století vznikl na skále kamenný hrad. Rozšiřoval se od 13. století. Hrad byl ve vlastnictví několika šlechtických a královských rodů, nejznámějším vlastníkem byl Matúš Čák Trenčanský. Po něm hrad vlastnili i Ludvík Veliký, Zikmund Lucemburský, Štefan a Jan Zápolští a od roku 1600 Ilesháziovci. V roce 1790 hrad zničil požár.
- Farské schody, vedoucí z náměstí ke kostelu, byly postaveny v roce 1568 k umožnění přesunu obránců města k městským hradbám při farním kostele i jako spojnice ke zbrojnici, postavené v roce 1565 při farním kostele. Schody poškodil požár v roce 1708. Do dnešní podoby byly upraveny v letech 1978–1981.
- Farní kostel Narození Panny Marie, gotický, založen ve 13. století, první písemná zmínka z roku 1321, roku 1610 jej majitel hradu Gaspar Illesházy dal úproměnit na protestantský; v letech 1680-1773 jej vedli jezuité.
- Pohřební kaple a kostnice svatého Michala při farním kostele je jedinou dochovanou gotickou stavbou v Trenčíně.
- Městská brána je původní, ale časem nastavená věžovitá stavba z první poloviny 15. století. Byly vybudovány dvě brány, z nichž se zachovala pouze Dolní brána (Turecká). Brána je typická gotickým lomeným obloukem, nad kterým se nacházejí dva latinské nápisy a znak města. Jeden z nápisů tvrdí Jestliže Bůh nehlídá město, darmo bdí ten, kdo ho hlídá.
- Římský nápis na hradní skále pochází z 2. století n. l. jako nejseverněji položený důkaz pobytu římských legií z dob markomanských válek. Vojáci přezimovali v osadě Laugaricio, která se stala později základem pro město Trenčín. V současnosti se nachází nápis za hotelem Tatra, dnes hotel Elisabeth. Nápis je vidět proskleným průhledem z prvního patra hotelu.
- Morový sloup se sochou Svaté Trojice na vrcholu je umístěn na Mírovém náměstí. Vznikl v roce 1712 jako památka na morovou epidemii z roku 1710 na podnět župana hraběte Mikuláše Ilešháziho.
- Kostel a klášter piaristů (dříve jezuitů) na hlavním náměstí, postavený v barokním stylu.
- Evangelický kostel postavený kolem roku 1795.
- Židovská synagoga je historizující stavba s byzantskými a maursko-orientálními prvky z roku 1913 na místě starší synagogy.
- Župní dům – pozdně barokní palác na Mírovém náměstí, sídlí v něm Trenčínské muzeum.[7]
- V katastrálním území Opatová leží přírodní památka Opatovská jeskyně, v katastrálním území Kubrica přírodní rezervace Trubárka a v katastrálním území Kubrá přírodní rezervace Zamarovské jamy.

## Osobnosti
- Danka Barteková (* 1984), sportovní střelkyně
- Oliver Dohnányi (* 1955), dirigent
- Ivan Engler (* 1931), lékař a vědec působící v Rakousku
- Marián Gáborík (* 1982), hokejista
- Zdeno Chára (* 1977), hokejista
- František Palacký (1798–1876), český historik. V letech 1811–1813 zde studoval na evangelickém lyceu
- Ida Rapaičová (* 1943), herečka
- Soňa Müllerová (* 1961), moderátorka a televizní hlasatelka
- Ján Svorada (* 1968), cyklista
- Ivan Trebichavský (1910–1973), slovenský právník, protifašistický bojovník a československý generál
- Dušan Vitázek (* 1980), herec Městského divadla Brno
- Vojtěch Zamarovský (1919–2006), historik, spisovatel a překladatel
- Adam Chlpík (* 1986), rapper, MC

## Partnerská města
- Cran-Gevrier, Francie
- Casalecchio di Reno, Itálie
- Békéscsaba, Maďarsko
- Kragujevac, Srbsko
- Tarnów, Polsko
- Uherské Hradiště, Česko
- Zlín, Česko